# Primum non nocere

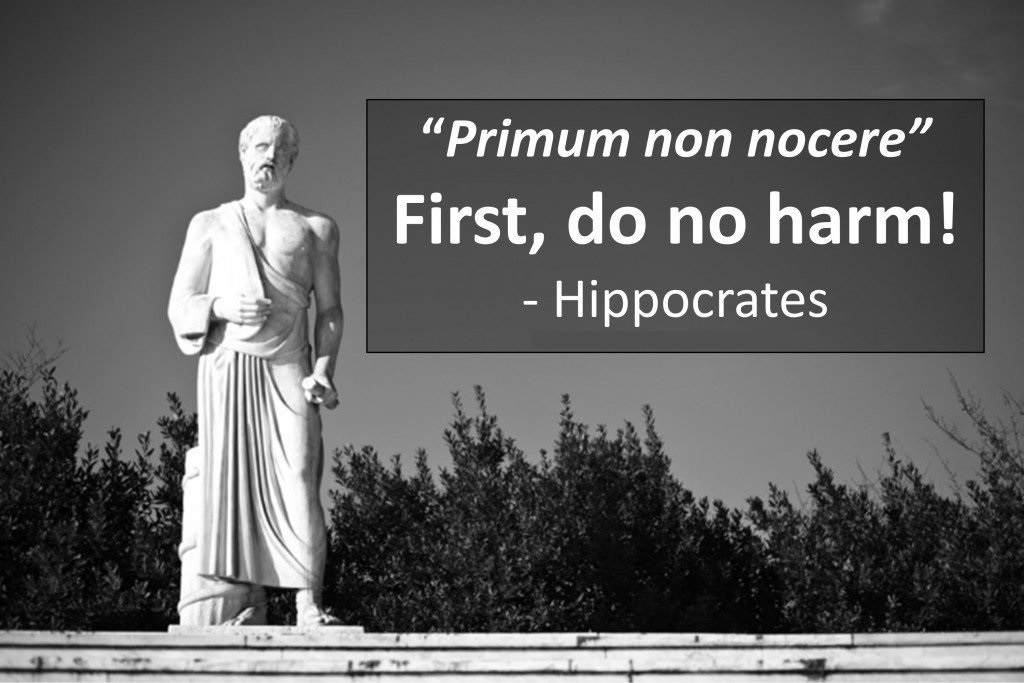
Hipokrates z Kos nazywany ,,ojcem medycyny, dokonał rewolucji w opiece zdrowotnej poprzez swoje zasady etyczne.

Primum non nocere (z łac. „po pierwsze nie szkodzić”) – jedna z naczelnych zasad etycznych  w medycynie. Autorstwo tej zasady nie jest znane, lecz zgodnie z tradycją przypisywane Hipokratesowi, choć wielu za jej twórcę uznaje też Imhotepa.
Primum non nocere wbrew powszechnym przekonaniom nie jest częścią przysięgi Hipokratesa, lecz zbioru „Aforyzmy” przypisywanemu temu autorowi. Akcent w poprawnej wymowie słowa nocere pada na przedostatnią sylabę, nie zaś na trzecią od końca, jak się niejednokrotnie słyszy.